# Алабердино (Оренбургская область)
Алабердино — село в Тюльганском районе Оренбургской области в составе Чапаевского сельсовета.

## География
Находится на расстоянии примерно 12 километров по прямой на запад от районного центра поселка  Тюльган.

## История
Село основано еще до восстания Пугачёва.

## Население
Население составляло 447 человек в 2002 году (башкиры 97%), 408 по переписи 2010 года.